# 祖比利涅
50°48′43″N 24°51′26″E / 50.81194°N 24.85722°E
祖比利涅（烏克蘭語：Зубильне），是烏克蘭的村落，位於該國西部沃倫州，由沃洛德米爾區負責管轄，始建於1545年，面積2.83平方公里，海拔高度214米，2001年人口455，人口密度每平方公里160.78人。